# Juillet 1783

## Événements
- 16 juillet : le gouverneur Britannique du Canada octroie des terres aux loyalistes américains.

- 24 juillet : traité de Georgievsk[1]. La Russie prend le contrôle des affaires étrangères du royaume géorgien de Karthlie et de Kakhétie grâce à un accord de protectorat.

## Naissances
- 12 juillet : Henri Boug d'Orschwiller (mort le 4 avril 1859), peintre de paysages et graveur français
- 24 juillet : Simón Bolívar né à Caracas au Venezuela. C'est le futur El Libertador de l'indépendance des colonies espagnoles d'Amérique du Sud († 17 décembre 1830).
- 28 juillet : Pierre Claude François Delorme, peintre français († 8 novembre 1859).